# Elia D'Altavilla

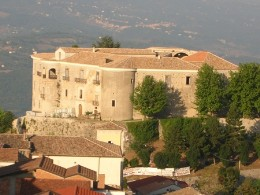
Castello di Gesualdo

Elia D'Altavilla (1125 – 1206) è stato un nobile italiano, secondo signore di Gesualdo.

## Biografia
Primogenito di Guglielmo D'Altavilla e Alberada, figlia del conte di Lecce. Alla morte del padre, avvenuta tra il 1145 e il 1150 ereditò  da esso la baronia di Gesualdo che comprendeva: Gesualdo, Frigento (un tempo sede vescovile), Acquaputida, Paterno, San Mango, Bonito, Lucera e San Lupolo, che amministrava direttamente e Atripalda, Baiano, Candida, Castelfranci, Castelvetere, Chiusano, Fontanarosa, Grottaminarda, Lapio, Melito, Montemarano, Montemiletto, Montaperto, Poppano, Rocca San Felice, San Barbato, Serpico, Taurasi, Torella e Villamaina concessi da Elia ai suoi suffeudatari. Elia fu sempre fedele alla corona d'Altavilla, anche quando venne incoronato Guglielmo II nel 1166, e per questo venne nominato dallo stesso re come giustiziere e regio connestabile nel 1183. L'anno dopo Elia finanziò il re con 142 militi, per la spedizione contro i musulmani. Quando fu la morte di Guglielmo II, Elia si schierò dalla parte di Tancredi, riconoscendo in lui il degno successore del trono di Sicilia, che venne eletto nel 1190. Elia, ebbe Guglielmo, Ruggiero e Goffredo, dalla prima moglie Diomeda, Roberto e Maria dalla seconda moglie Guerriera. Prodico, come il padre, di aiuti e benefici a favore di chiese e monasteri, morì in tarda età, intorno al 1200. Nel testamento lasciò alla chiesa di Montevergine un canone annuo di 25 once d'oro e dispose che fosse ivi sepolto, accanto alla salma di Diomeda sua prima moglie. Gli successe il figlio Ruggiero (Guglielmo, il primo figlio, fu privato del diritto di succedere al padre perché partecipò al complotto contro la regina Margherita di Navarra, madre di Guglielmo II) che, deceduto senza prole, lasciò i suoi beni feudali al fratellastro Roberto, il quale volle che il nome del feudo, che aveva reso illustre la famiglia, potesse essere assunto a cognome da tutti i discendenti. Nacque così la famiglia Gesualdo.

## Ascendenza
|                           |                         |                       | Genitori                |  |  | Nonni |  |  | Bisnonni            |  |  | Trisnonni            |  |
|                           |                         |                       |                         |  |  |       |  |  | Roberto d'Altavilla |  |  | Tancredi d'Altavilla |  |
|                           |                         |                       |                         |  |  |       |  |  | Roberto d'Altavilla |  |  | Tancredi d'Altavilla |  |
|                           |                         | Fredesenda            |                         |  |  |       |  |  | Roberto d'Altavilla |  |  |                      |  |
| Ruggero d'Altavilla       |                         |                       |                         |  |  |       |  |  | Roberto d'Altavilla |  |  |                      |  |
|                           |                         | Sikelgaita di Salerno | Guaimario IV di Salerno |  |  |       |  |  |                     |  |  |                      |  |
|                           |                         | Sikelgaita di Salerno | Guaimario IV di Salerno |  |  |       |  |  |                     |  |  |                      |  |
|                           |                         | Sikelgaita di Salerno | …                       |  |  |       |  |  |                     |  |  |                      |  |
| Guglielmo d'Altavilla     |                         | Sikelgaita di Salerno |                         |  |  |       |  |  |                     |  |  |                      |  |
|                           |                         | …                     | …                       |  |  |       |  |  |                     |  |  |                      |  |
|                           |                         | …                     | …                       |  |  |       |  |  |                     |  |  |                      |  |
|                           |                         | …                     | …                       |  |  |       |  |  |                     |  |  |                      |  |
| Maria                     |                         | …                     |                         |  |  |       |  |  |                     |  |  |                      |  |
|                           |                         | …                     | …                       |  |  |       |  |  |                     |  |  |                      |  |
|                           |                         | …                     | …                       |  |  |       |  |  |                     |  |  |                      |  |
|                           |                         | …                     | …                       |  |  |       |  |  |                     |  |  |                      |  |
| Elia d'Altavilla          |                         | …                     |                         |  |  |       |  |  |                     |  |  |                      |  |
|                           | Accardo, conte di Lecce | …                     |                         |  |  |       |  |  |                     |  |  |                      |  |
|                           | Accardo, conte di Lecce | …                     |                         |  |  |       |  |  |                     |  |  |                      |  |
|                           | Accardo, conte di Lecce | …                     |                         |  |  |       |  |  |                     |  |  |                      |  |
| Goffredo I conte di Lecce | Accardo, conte di Lecce |                       |                         |  |  |       |  |  |                     |  |  |                      |  |
|                           |                         |                       | …                       |  |  |       |  |  |                     |  |  |                      |  |
|                           |                         |                       |                         |  |  |       |  |  |                     |  |  |                      |  |
|                           |                         | …                     |                         |  |  |       |  |  |                     |  |  |                      |  |
| Alberada di Lecce         |                         |                       |                         |  |  |       |  |  |                     |  |  |                      |  |
|                           |                         | …                     |                         |  |  |       |  |  |                     |  |  |                      |  |
|                           |                         |                       |                         |  |  |       |  |  |                     |  |  |                      |  |
|                           |                         | …                     |                         |  |  |       |  |  |                     |  |  |                      |  |
| …                         |                         |                       |                         |  |  |       |  |  |                     |  |  |                      |  |
|                           |                         | …                     | …                       |  |  |       |  |  |                     |  |  |                      |  |
|                           |                         | …                     | …                       |  |  |       |  |  |                     |  |  |                      |  |
|                           |                         | …                     |                         |  |  |       |  |  |                     |  |  |                      |  |
|                           |                         | …                     |                         |  |  |       |  |  |                     |  |  |                      |  |